# Världsmästerskapen i bågskytte 1995
Världsmästerskapen i bågskytte 1995 arrangerades i Jakarta i Indonesien mellan 19 och 23 augusti 1995.

## Medaljsummering

### Recurve
| Event                          | Guld                                            | Silver                                                   | Brons                                           |
| Herrarnas individuella tävling | Lee Kyung-Chul (KOR)                            | Wu Tsung-Yi (TPE)                                        | Oh Kyo-Moon (KOR)                               |
| Damernas individuella tävling  | Natalia Valeeva (MDA)                           | Barbara Mensing (GER)                                    | Yoom Yoon-Ja (KOR)                              |
| Herrarnas lag                  | Sydkorea Kim Jae-Rak Oh Kyo-Moon Lee Kyung-Chul | Italien Matteo Bisiani Andrea Parenti Alessandro Rivolta | USA Jay Barrs Richard McKinney Lonny King       |
| Damernas lag                   | Sydkorea Yoom Yoon-Ja Hwang Jin-Hae Kim Jo-Sun  | Turkiet Elif Eksi Natalia Nasaridze Elif Altınkaynak     | Indonesien Hamdiah Nurfitryana Lantang Dahliana |

### Compound
| Event                          | Guld                                                | Silver                                              | Brons                                                       |
| Herrarnas individuella tävling | Gary Broadhead (USA)                                | John Vozzy (USA)                                    | Phillip Tremelling (AUS)                                    |
| Damernas individuella tävling  | Angela Moscarelli (USA)                             | Petra Ericsson (SWE)                                | Inga Low (USA)                                              |
| Herrarnas lag                  | Frankrike Gerard Douis Thomas Randall Oliver Careau | USA Gary Broadhead John Vozzy Tom Crowe             | Australien Phillip Tremelling Michael Harkess Clint Freeman |
| Damernas lag                   | USA Angela Moscarelli Inga Low Michelle Ragsdale    | Sverige Helena Nelson Petra Ericsson Ulrika Sjöwall | Italien Anna Campagnoli Fabiola Palazzini Carmen Ceriotti   |

### Medaljtabell
| Pl. | Nation     | Guld | Silver | Brons | Totalt |
| --- | ---------- | ---- | ------ | ----- | ------ |
| 1   | USA        | 3    | 2      | 2     | 7      |
| 2   | Sydkorea   | 3    | -      | 2     | 5      |
| 3   | Frankrike  | 1    | -      | -     | 1      |
| 3   | Moldavien  | 1    | -      | -     | 1      |
| 5   | Sverige    | -    | 2      | -     | 2      |
| 6   | Italien    | -    | 1      | 1     | 2      |
| 7   | Tyskland   | -    | 1      | -     | 1      |
| 7   | Taiwan     | -    | 1      | -     | 1      |
| 7   | Turkiet    | -    | 1      | -     | 1      |
| 10  | Australien | -    | -      | 2     | 2      |
| 11  | Indonesien | -    | -      | 1     | 1      |